# Embalse de Alange
Embalse de Alange är en reservoar i Spanien.   Den ligger i provinsen Provincia de Badajoz och regionen Extremadura, i den sydvästra delen av landet, 290 km sydväst om huvudstaden Madrid. Embalse de Alange ligger 265 meter över havet. Arean är 33 kvadratkilometer. Trakten runt Embalse de Alange består till största delen av jordbruksmark. Den sträcker sig 13,1 kilometer i nord-sydlig riktning, och 11,3 kilometer i öst-västlig riktning.
Följande samhällen ligger vid Embalse de Alange:
- Alange (2 018 invånare)